# St. Hubertus (Welldorf)

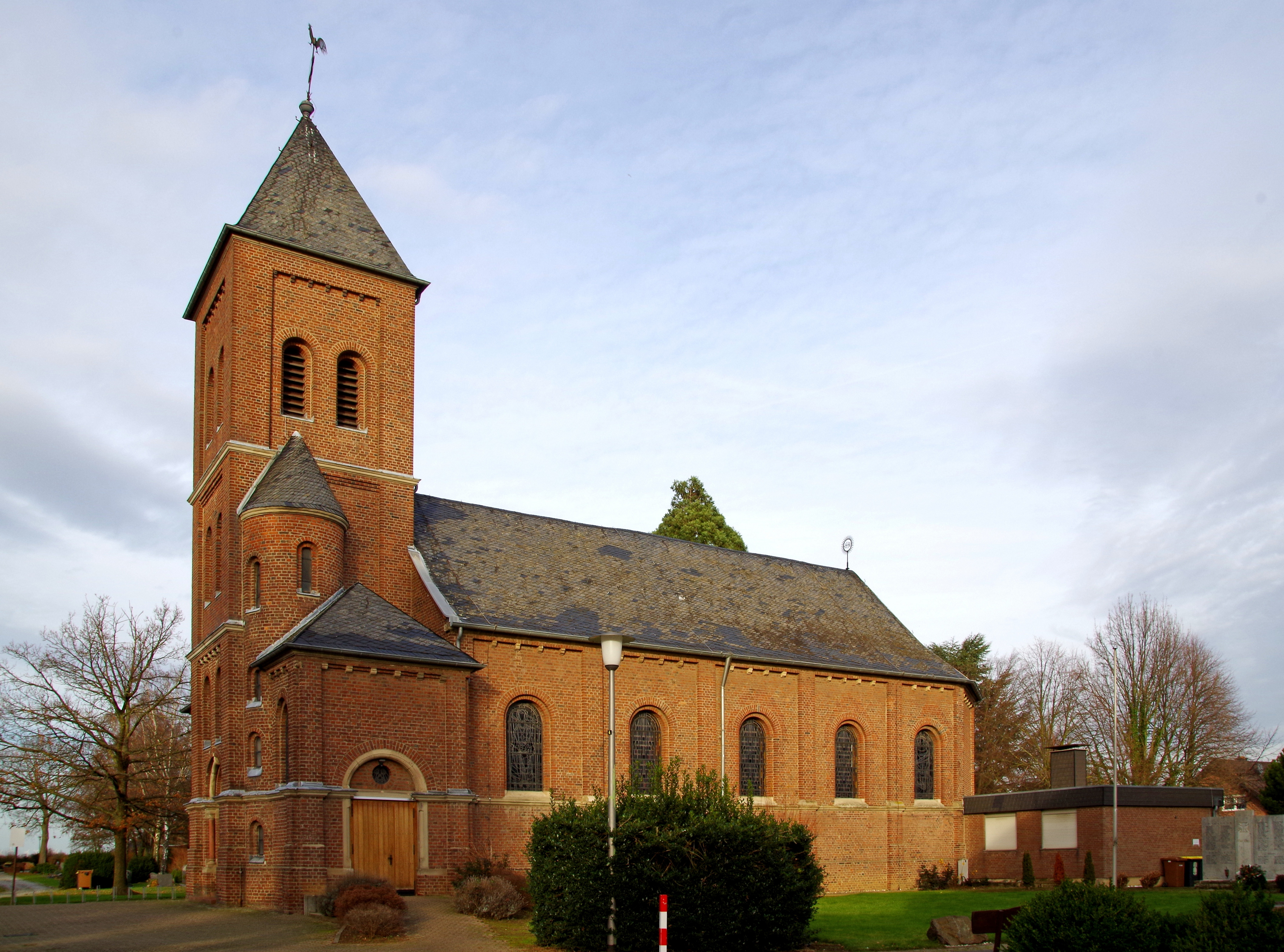
St. Hubertus (Welldorf), Südseite

St. Hubertus ist eine römisch-katholische Filialkirche im Jülicher Stadtteil Welldorf im Kreis Düren in Nordrhein-Westfalen. Die Kirche ist dem hl. Hubertus von Lüttich geweiht und gehört zur Jülicher Großpfarre Heilig Geist.

## Geschichte
Welldorf besaß lange kein eigenes Gotteshaus und gehörte ursprünglich zur Pfarre Güsten. Nachdem das benachbarte Mersch im 17. Jahrhundert eigenständige Pfarrei wurde, kam Welldorf an diese Pfarre. Knapp 200 Jahre mussten die Einwohner den Gottesdienst in Mersch besuchen, bis Welldorf im Zuge der Pfarrumschreibungen während der Franzosenzeit im Jahr 1804 wieder an Güsten fiel, eine Kapelle besaß Welldorf nach wie vor nicht. Dieser Zustand änderte sich erst 1835, als die Eheleute Johann Franken und Ida geb. Offergeld Geld zum Bau einer Kirche und zur Einrichtung einer Vikarstelle stifteten. 1838 spendeten die Eheleute Heinrich Wirtz und Anna geb. Reuter zu dem gleichen Zweck einen Betrag. Daraufhin nahm die Spendenbereitschaft in Welldorf derart zu, dass von 1839 bis 1840 die langersehnte eigene Kirche erbaut werden konnte. Am 25. Februar 1856 wurde Welldorf dann endgültig von Güsten abgetrennt und zur selbstständigen Pfarrei erhoben.
Die kleine Kirche von 1839/40 wurde Ende des 19. Jahrhunderts zu klein und von 1891 bis 1892 nach Plänen des Kölner Architekten Theodor Roß im neoromanischen Baustil umgebaut und nach Westen hin um ein Joch und einen Glockenturm erweitert. Im Zweiten Weltkrieg wurde das Obergeschoss des Glockenturmes durch deutsche Truppen gesprengt und das Gotteshaus dadurch stark beschädigt. Diese Schäden konnten bis 1951 behoben werden, das Obergeschoss des Turmes wurde vereinfacht wiederaufgebaut.
Durch den Zuzug vieler Familien wurde die Kirche zu klein. So wurde die Erweiterung der Kirche beschlossen. Nach den Plänen des Barmener Architekten Heinz Josef Werth entstand von 1974 bis 1975 an der Nordseite der alten Kirche ein trapezförmiger Erweiterungsbau. Um eine Verbindung zwischen Alt- und Neubau zu schaffen, wurde die Nordwand der alten Kirchen abgerissen, sodass ein großer Raum entstand. Die feierliche Altarweihe war am 27. September 1975.
Bis zum 31. Dezember 2012 war Welldorf eigenständige Pfarrgemeinde. Am 1. Januar 2013 wurde die Pfarre mit 13 weiteren ehemaligen Pfarreien zur Pfarre Heilig Geist Jülich fusioniert. Zum Pfarrbezirk gehörten neben Welldorf auch die Patterner Mühle, der Huthmacherhof, der Margaretenhof und der Werhahnhof.

## Baubeschreibung
Der alte Teil von St. Hubertus ist eine einschiffige und fünfachsige Saalkirche aus Backstein im Stil der Neuromanik mit dreiseitigem Chorschluss im Osten und einem vorgebauten, dreigeschossigen Glockenturm im Westen, an den sich im Norden und Süden zwei Eingangshallen anschließen. Der Altbau öffnet sich im Norden durch den Abriss der Nordwand zum trapezförmigen Neubau, der sich nach Norden zum Altar hin verengt.

## Ausstattung
Der Altar von 1975 und das Ambo von 1991 bestehen aus Weißmetall und sind Werke des Kohlscheider Künstlers Peter Bücken. Den Tabernakel sowie das Hängekreuz schuf der Welldorfer Künstler Hans Wolff 1975. Die Fenster im alten Teil der Kirche stammen aus den 1950er Jahren. Sie wurden unter anderem von Ernst Jansen-Winkeln entworfen. Die Orgel ist ein Werk der Orgelbauanstalt Karl Bach aus dem Jahr 1975 mit 15 Registern auf zwei Manualen und Pedal.

## Glocken
Im Jahr 1924 lieferte die Glockengießerei Otto aus Hemelingen/Bremen drei Bronzeglocken nach Welldorf. Nur die kleine h'-Glocke (heute Gl. Nr. 4) überstand den Zweiten Weltkrieg. Die beiden größeren Glocken fielen der Glockenvernichtung der Nazis anheim. Im Jahr 1960 goss Otto drei neue Glocken (Glocken Nr. 1–3) für die Hubertus-Kirche. Die Glocken erklingen auf fis' – g' – a' – h'. Sie haben folgende Durchmesser: 1223 mm, 1027 mm, 915 mm, 810 mm. Das Gesamtgewicht des Geläutes beträgt ca. 3,2 Tonnen.

## Pfarrer
Folgende Priester wirkten bis zur Auflösung der Pfarre 2013 als Pastor an St. Hubertus:
| von – bis | Name                     |
| --------- | ------------------------ |
| 1912–1939 | Peter Fischer            |
| 1939–1945 | Theodor Müller           |
| 1945–1952 | Friedrich Voßen          |
| 1952–1960 | Josef Langen             |
| 1960–1970 | Josef Kramer             |
| 1970–1979 | Wolfgang Zelder          |
| 1980–1981 | P. Gottfried Hecker OSFS |
| 1982–2005 | Matthias Kuckelmann      |
| 2005–2008 | Heinrich Bardenheuer     |